# Tour Florian
La Tour Florian, est un émetteur de télévision de 219,6 mètres de hauteur, construite en 1959 à l'occasion de l'exposition fédérale horticole, elle constitue le symbole de la ville de Dortmund. À l'époque de sa construction, elle a été brièvement le plus haut bâtiment d'Allemagne.
La construction de la tour repose sur l'expérience acquise avec la construction des cheminées de béton des bâtiments industriels. Elle consiste en un tube de béton, qui s'effile à son sommet, atteignant la hauteur de 129,75 mètres. À 130,6 mètres se situe une construction de deux étages. À l'étage inférieur se trouvent les salles d'opération de la tour et à l'étage supérieur, à 137,54 mètres, il y a un restaurant tournant. À 141,88 mètres et 144,7 mètres se situent deux postes d'observation.
Au niveau du poste d'observation le plus haut, ont été installées des installations et des antennes de Deutsche Telekom. Depuis 1959, les installations sont utilisées pour la transmission des signaux de télévision.
Le 7 septembre 2004, l'antenne a été remplacé avec les moyens d'un hélicoptère russe, pour pouvoir transmettre la TNT. Depuis lors, un transmetteur de 50 kilowatts retransmet les programmes de télévision numérique dans la région de Dortmund. Cette modification de l'antenne amène la tour Florian à une hauteur de 211,36 mètres, ce qui en fait la quatorzième plus haute construction d'Allemagne.
De 1996 à 1998, la tour a été rénovée afin de permettre une mise aux normes des standards de sécurité.
En 2000, une plate-forme de saut à l'élastique a été ouverte sur le plateau supérieur de la tour Florian. Elle a été fermée en 2003, après un accident ayant conduit à un décès tragique.